# NGC 257
 NGC 257 là một thiên hà xoắn ốc trong chòm sao Song Ngư. Nó được phát hiện vào ngày 29 tháng 12 năm 1790, bởi Frederick William Herschel.